# Foo fighter
Acest articol se referă la un termen din ufologie. A nu se confunda cu Foo Fighters, o formație de muzică rock
Termenul foo fighter (de la feu" care în franceză înseamnă foc) a fost folosit de către piloți aeronavelor aliate din al doilea război mondial pentru a descrie diferite apariții de OZN-uri sau fenomenele misterioase aeriene văzut în cer atât în Teatrul de operațiuni European cât și în Teatrul de operațiuni Pacific (PTO). Deși denumirea foo fighter se referea inițial la observațiile unor OZN-uri de către escadrila americană U.S. 415th Night Fighter, termenul a fost, de asemenea, utilizat frecvent pentru orice observație OZN din această perioadă.
Au fost sute de cazuri de raportări ale unor Foo Fighters deasupra Europei occidentale, fiind descrise ca nave de diverse forme, sau pur si simplu, globuri de lumină.
George Noory:’’ Erau sute de cazuri (de  Foo Fighters), dar nici unul nu părea să fie dăunător avioanelor, dar erau peste tot’’. Uneori avioanele aliate aveau probleme mecanice la apriția lor, iar unii piloți au raportat că au zburat direct prin ele de parcă OZN-urile nu aveau masă.
Existau teorii că aceste Foo Fighters erau Wunderwaffen, arma minune a germanilor. Potrivit unor cercetători naziștii dezvoltaseră o tehnologie avansată, tehnologia antigravitațională pe bază de mercur (referință David Childress – ’’Technology of the Gods’’).
Puțini istorici au scris despre Foo Fighters considerate a fi un fel de globuri de plasmă produse de mercur care aveau ca scop producerea unor câmpuri și descărcări magnetice puternice care ar fi oprit motoarele avioanelor și ar fi generat interferențe în circuitele electrice. OZN-iștii/Ufologii consideră că germanii aveau tehnologie extraterestră de la un OZN despre care se presupune că s-ar fi prăbușit în Munții Pădurea Neagră lângă Freiburg, Germania, în 1936 (referință L.A. Marzulli – ’’The Alien Interviews’’) (referință George Noory, realizator de emisiuni radio la Coast to Coas AM).
La finalul războiului, americanii au realizat Operațiunea Paperclip prin care tehnologia avansată germană a fost dusă în Statele Unite (motoarele cu reacție, avioanele cu motoare rachetă, proiectarea de rachete în trepte a lui von Baun, planul unei stații spațiale circulare, etc.).